# Paul av Württemberg
Paul av Württemberg, född 19 januari 1785, död 16 april 1852, var en tysk prins.

## Biografi
Paul av Württemberg var son till kung Fredrik I av Württemberg och Augusta Karolina av Braunschweig-Wolfenbüttel.
Han gifte sig 28 september 1805 med Charlotte av Sachsen-Hildburghausen (1787–1847).
Barn:
- Charlotte (Helena Pavlovna) (1807–1873); gift i S:t Petersburg 1824 med Michael Pavlovitj av Ryssland (1798–1849)
- Fredrik Karl av Württemberg (1808–1870); gift i Stuttgart 1845 med sin kusin Katharina av Württemberg (1821–1898). Föräldrar till kung Vilhelm II av Württemberg.
- Paul (1809–1810)
- Pauline av Württemberg (1810–1856) ; gift 1829 med Vilhelm I av Nassau
- August (1813–1885); gift 1868 med Marie Bethge, Frau von Wardenberg (1830–1869)